# À l'origine
À l'origine je francouzský hraný film z roku 2009, který režíroval Xavier Giannoli. Snímek měl světovou premiéru na filmovém festivalu v Cannes dne 21. května 2009.

## Děj
Paul je podvodník, již trestaný, který páchá podvody pod falešnou identitou jako Philippe Millera. Vydává se za jednatele nadnárodní společnosti pro veřejné práce CGI. Poblíž malého města na severu Francie těžce zasaženého nezaměstnaností byl před dvěma lety zastaven  dálniční projekt kvůli výskytu extrémně vzácného a ohroženého druhu brouka páchníka hnědého. Miller sem přijíždí a je vítán jako mesiáš schopný znovu spustit místní staveniště úseku dálnice.
Miller dostane nabídku úplatků od místních dodavatelů za přidělování zakázek a rozhodne se pokračovat v klamání ve svůj prospěch. S pomocí městského úřadu a místního obyvatelstva se mu podaří znovu zahájit práce převzetím fiktivní dceřiné společnosti a oživit tak naději mezi obyvatelstvem. Postupně mu ale podvod začíná přerůstat přes hlavu. Rozhodne se dotáhnout mystifikaci do konce. Musí ale najít peníze na provedení prací, zaplatit faktury a platy dělníkům. Nevyhnutelné problémy s cash flow a návrat bývalého komplice, který se ho snaží vydírat, vede k dalším problémům.
Postupně si uvědomí, že je to projekt, který konečně dává jeho životu smysl, a rozhodne se využít všechnu hotovost, kterou získal na úplatcích, aby výstavbu dokončil. Dodavatelé, kteří si všimli četných nesrovnalostí v hospodaření, zjistili, že skupina CGI, kde má být společnost GMT-R dceřinou společností, o ničem neví.
Millerovi se podaří přesvědčit dělníky, aby dokončili úsek dálnice a odjíždí do Paříže, aby požádal stavební skupinu CGI o shovívavost. Je ale zatčen. Miller trvá na tom, že stavební práce dotáhne do konce.

## Obsazení
| François Cluzet          | Paul / Philippe Miller  |
| Vincent Rottiers         | Nicolas, přítel Moniky  |
| Emmanuelle Devosová      | Stéphane, starostka     |
| Brice Fournier           | Louis, stavbyvedoucí    |
| Soko                     | Monika                  |
| Gérard Depardieu         | Abel                    |
| Stéphan Wojtowicz        | Marty                   |
| Patrick Descamps         | Bollard, šéf hotelu     |
| Stéphane Jobert          | Patrick                 |
| Éric Herson-Macarel      | Barracher               |
| François Loriquet        | zaměstnanec společnosti |
| Patrick Bonnel           | zaměstnanec společnosti |
| Nathalie Boutefeu        | Marie                   |
| Franck Andrieux          | Pascal                  |
| Corinne Masiero          | Corinne                 |
| Gabriel Naudy            | Gaby                    |
| Marie Félix              | Julie                   |
| Mathilde Braure          | Cathy                   |
| Christine Gabard         | Mauriceova žena         |
| Roch Leibovici           | městský radní           |
| Thierry Bertein          | četník                  |
| Jacques Herlin           | četník                  |
| Marie Micla              | Claude                  |
| Jean-Claude Bolle-Reddat | Tanner                  |
| Laurent Leguevaque       | soudce                  |

## Ocenění
- César: nejlepší herečka ve vedlejší roli (Emmanuelle Devos), nominace v kategoriích nejlepší film, nejlepší režie (Xavier Giannoli), nejlepší původní scénář (Xavier Giannoli), nejlepší herec (François Cluzet), nejslibnější herečka (SoKo), nejlepší filmová hudba (Cliff Martineze), nejlepší kamera (Glynn Speeckaert), nejlepší střih (Célia Lafitedupont), nejlepší zvuk (François Musy a Gabriel Hafner), nejlepší výprava (François-Renaud Labarth)
- Cena Lumières: Cena CST za nejlepší kameru (Glynn Speeckaert)